# ال‌آر داتی
ال‌آر داتی (به انگلیسی: L.R. Doty) یک کشتی بود که طول آن ۲۹۱ فوت (۸۹ متر) بود. این کشتی در سال ۱۸۹۳ ساخته شد.